# Aloe luntii
Aloe luntii är en grästrädsväxtart som beskrevs av John Gilbert Baker. Aloe luntii ingår i släktet Aloe och familjen grästrädsväxter. Inga underarter finns listade i Catalogue of Life.